# Distrito de Ricardo Palma
El distrito de Ricardo Palma, originalmente San Pedro de Mama, es uno de los treinta y dos que conforman la provincia de Huarochirí en el departamento de Lima, en la Costa central del Perú. Administrativamente se halla en la circunscripción del Gobierno Regional de Lima.
Dentro de la división eclesiástica de la Iglesia Católica del Perú, pertenece a la Vicaría IV y diócesis de Chosica.

## Historia
El distrito fue creado mediante Ley N.º 9964, segregándose del distrito de Lurigancho-Chosica, el 15 de septiembre de 1944, en el primer gobierno del presidente Manuel Prado Ugarteche.

## Geografía
Abarca una superficie de 34,59 km² y tiene una población aproximada de 6 100 habitantes. Anexo a la localidad de Chosica cuenta con albergues para el esparcimiento de los limeños en el invierno.

## Autoridades

### Municipales
- 2023 - 2026[3]
  - Alcalde: Brayan Alonso Bullon Ruiz, del Movimiento Regional LA FAMILIA.

Alcaldes anteriores
- 2019 - 2022:[4] Mario Máximo Romisoncco Huauya, , del Movimiento Regional Unidad Cívica Lima.
- 2015 - 2018:[4] Ismael Zenón Fernández Cavero, Movimiento Concertación para el Desarrollo Regional (CDR).
- 2011 - 2014:[5] Víctor Arturo Castillo Sánchez,  Movimiento Unidos por el Pueblo (UP).[6]
- 2007 - 2010:[7] Víctor Arturo Castillo Sánchez,  Movimiento Pueblo Unido Ricardo Palma.
- 2003 - 2006:[8] Víctor Arturo Castillo Sánchez,  Partido Democrático Somos Perú.
- 1999 - 2002: Luis Miguel Herrera López, Movimiento independiente Vamos Vecino.
- 1996 - 1998: Walter Augusto Vilcas Paredes, Lista independiente N° 15 Frente Comunal.
- 1993 - 1995: Walter Augusto Vilcas Paredes, Lista independiente Frente Comunal.
- 1990 - 1992: Consuelo Natalia Arteta de Oceda, Alianza Izquierda Unida.
- 1987 - 1989: Dauberto Jesús Silverio López Laura, Partido Aprista Peruano.
- 1984 - 1986: Emilio Oceda Palomino, Alianza Izquierda Unida.
- 1981 - 1983: Zenón Fernández Sánchez, Lista independiente N° 5.

### Policiales
- Comisaría de Ricardo Palma
  - Comisario: Mayor PNP

## Educación

### Instituciones educativas
- I.E. 20575 José Antonio Encinas Franco.
- I.E. 20955 Monitor Huáscar.
- I.E. Inicial 396 Mariscal Andrés Avelino Cáceres.

## Festividades
- Mayo: Fiesta de las Cruces

## Galería
|                                                                      |
| Entrada del Centro de Esparcimiento del Colegio de Abogados de Lima. |

|  |
|  |